# Palácio Bourbon

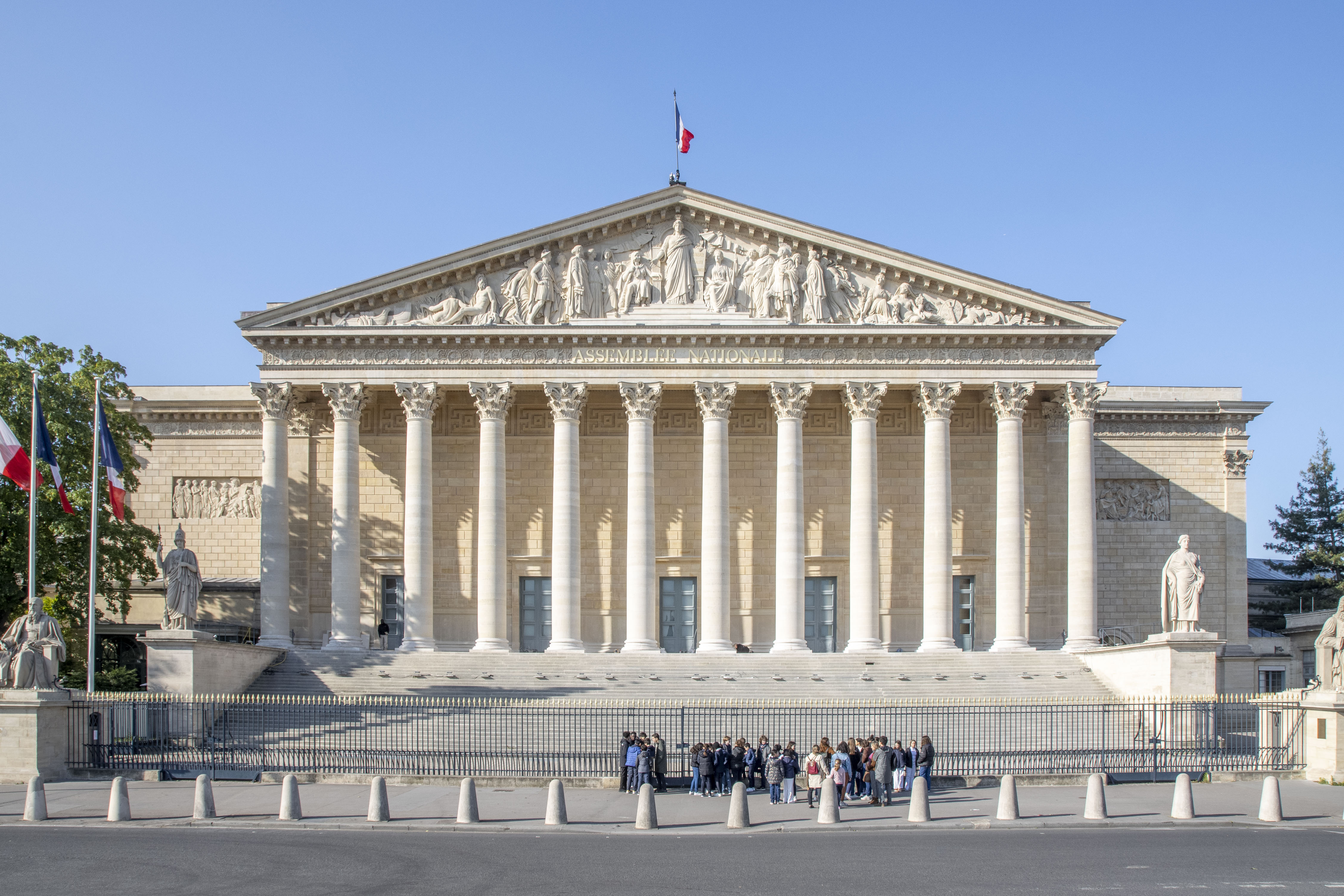
A Assembleia Nacional da França no Palácio Bourbon.

O Palácio Bourbon (em francês Palais Bourbon) é um palácio parisiense mandado construir por membros da Família Bourbon e que actualmente abriga a Assembleia Nacional da França. Fica situado na Rive gauche (margem esquerda) do Sena, no enfiamento da Pont de la Concorde e da Place de la Concorde.
Uma subtileza ortográfica faz com que se escreva palais Bourbon quando se fala do edifício, o palácio pertencente à Família Bourbon, e Palais-Bourbon (com hífen e maiúsculas) quando se designa a instituição da República, uma forma diferente de dizer Assemblée nationale (Assembleia Nacional).

## História

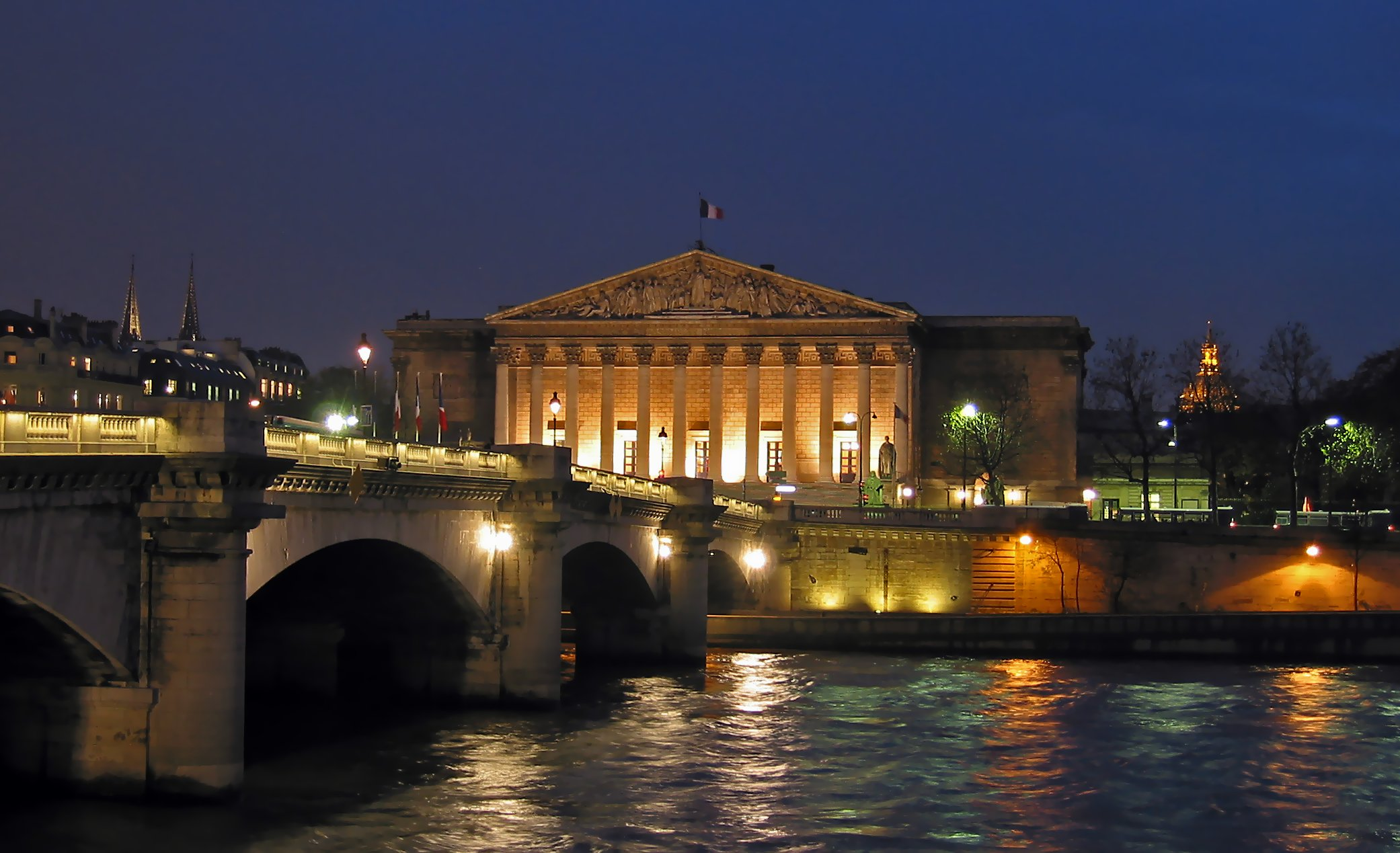
O Palácio Bourbon à noite.

O Palácio Bourbon foi construído por Luísa Francisca de Bourbon (1673–1743), Mademoiselle de Nantes, filha legitimada de Luís XIV e de Madame de Montespan, a qual fôra casada com Luís III de Bourbon-Condé (1643–1709), Duque de Bourbon e 6.º Príncipe de Condé.
A construção do edifício foi iniciada em 1722. O projecto passou por uma sucessão de arquitectos; em primeiro lugar Giardini e Pierre Cailleteau (dito "Lassurance"), ambos prematuramente demitidos, depois Jean Aubert e Jacques V Gabriel, o qual terminou os trabalhos em 1728. O palácio tornou-se pertença de Luís V José de Bourbon-Condé (1736–1818), 8.º Príncipe de Condé, que o ampliou em 1764. Este adquiriu a forma de um vasto palácio ao estilo do Grand Trianon e próximo do Hôtel de Lassay, construído simultaneamente e ao qual desde cedo ficou unido por uma galeria.
Confiscado em 1791, o palácio deixou de pertencer aos Bourbon e foi declarado bem nacional. Abrigou, em 1794, a futura Escola Politécnica, antes de ser afectado, em 1795 ao Conseil des Cinq-Cents (Conselho dos Quinhentos). Os trabalhos de renovação ocasionados por estes últimos ocupantes foram realizados pelo arquitecto Pierre François Léonard Fontaine.

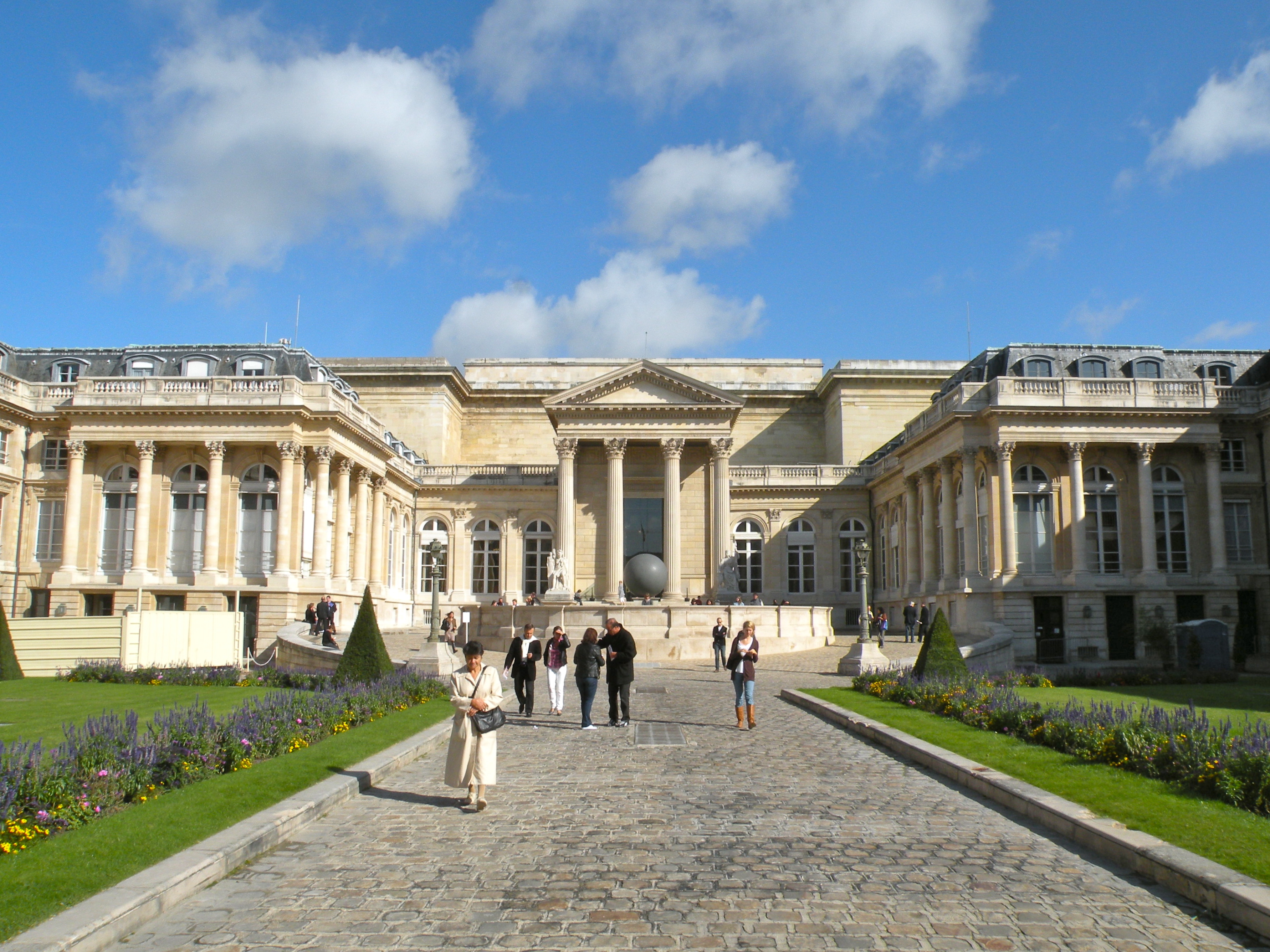
O Palácio Bourbon, actualmente ocupado pela Assembleia Nacional da França.

Em seguida, Napoleão I modificou a fachada Norte segundo os planos do arquitecto Bernard Poyet. Estas alterações criaram doze colunas em templo grego, que fazem contraponto com as da Igreja da Madalena, na rive droite (margem direita). O imponente frontão alegórico foi esculpido por Antoine Chaudet e representa Napoleão a cavalo oferecendo ao Corpo Legislativo as bandeiras conquistadas na Batalha de Austerlitz. Aquando do regresso dos Bourbons ao trono, os baixos-relevos foram martelados e substituídos por uma cena que glorificava a Carta Constitucional de 1814, concedida aos franceses por Luís XVIII, uma cena esculpida por Evariste Fragonard. Por sua vez, a Monarquia de Julho substituiria este frontão pelo actual: a França, drapeada à antiga, de pé frente ao seu trono, acompanhada da Força e da Justiça, chamando a elite à confecção das leis, obra de Jean-Pierre Cortot.
O Palácio Bourbon acolheu de seguida, depois de sofrer modificações interiores, diferentes câmaras de deputados, sob a Restauração Francesa e o Segundo Império, passando a ser a sede da Assembleia Nacional a partir de 1879.
As quatro estátuas que ladeiam a escadaria representam quatro grandes figuras do Estado: Maximilien de Sully, Jean-Baptiste Colbert, Henri François d'Aguesseau e Michel de l'Hospital.

## Colecções da Assembleia Nacional

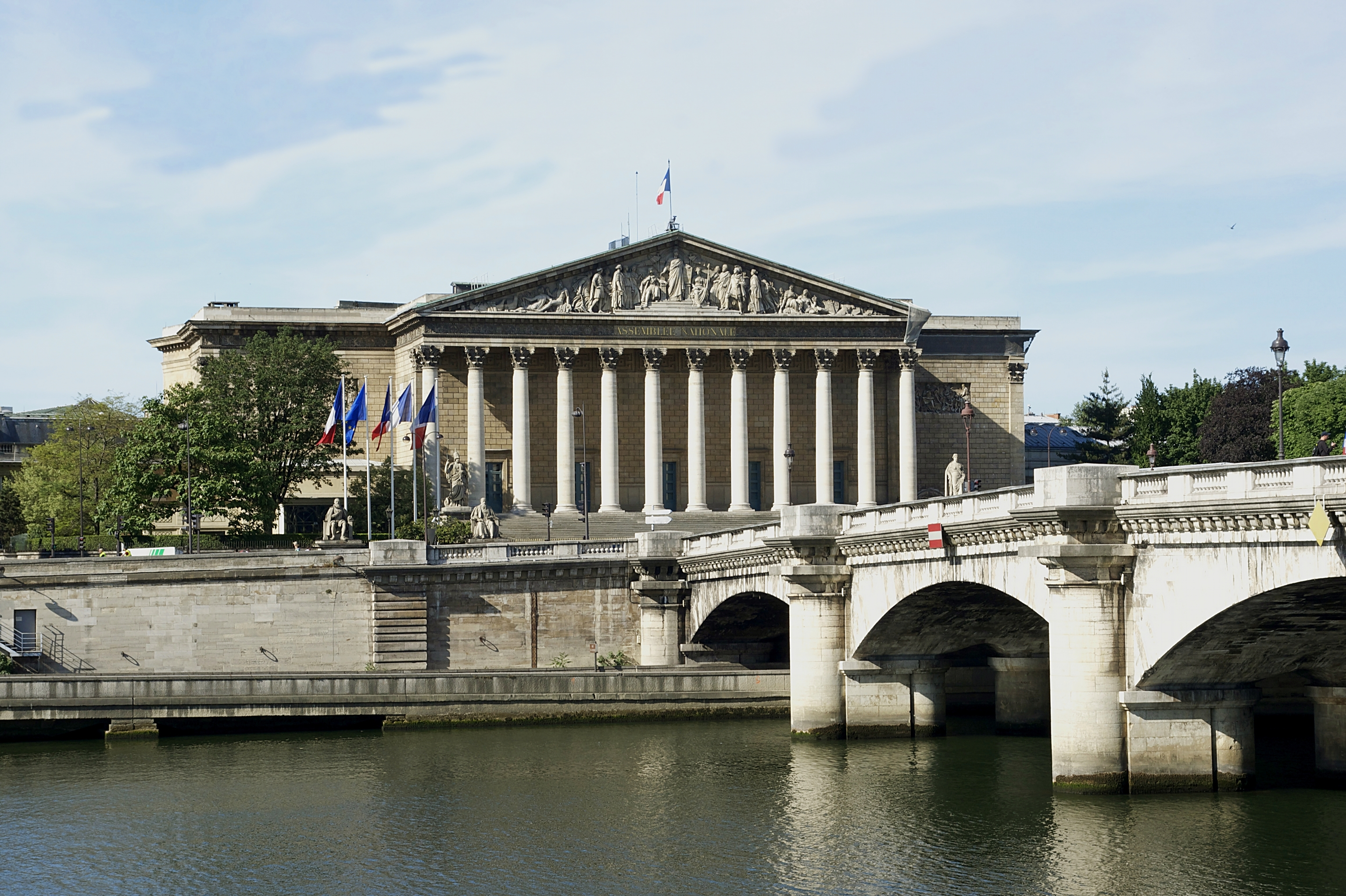
O Palácio Bourbon visto da outra margem do Sena, com a Pont de la Concorde.

A Assembleia Nacional abriga uma preciosa biblioteca, cujo núcleo foi constituído a partir de bens confiscados das casas dos aristocratas exilados. Entre os seus tesouros encontram-se:
- as minutas do processo de Joana d'Arc;
- manuscritos de Jean-Jacques Rousseau;
- a colecção de bustos de parlamentares em terracota, de Honoré Daumier (as celebridades da moderação);
- e o Codex Borbonicus.